# Bruna Lirio
Bruna Lirio (Vitória, 11 settembre 1994) è una modella brasiliana.

## Biografia
La modella è conosciuta per aver partecipato nelle sfilate di Victoria's Secret Fashion Show nel 2015 e nel 2017.
Ha sfilato anche per Area, John Paul Ataker, Lela Rose, Jenny Packham, Christian Siriano, Cushnie et Ochs, Tadashi Shoji.
È apparsa in un editoriale per Harper's Bazaar, realizzato da Stefan Imielski.